# Artur Axmann
Artur Axmann (18 de febrero de 1913 - 24 de octubre de 1996) fue jefe de las Hitlerjugend (Juventudes Hitlerianas) desde 1940 a 1945. Fue uno de los últimos supervivientes del III Reich alemán y uno de los últimos testigos de la cuestionada muerte de Martin Bormann en Berlín.

## Biografía
Nació en Hagen (Alemania) el 18 de febrero de 1913. Fue el más joven de cinco hermanos, en una familia burguesa de Westfalia. En 1916, cuando Arthur tenía de 3 años de edad, la familia se mudó a Berlín, donde su padre trabajó como empleado en una compañía de seguros, hasta su muerte en 1918. La madre se tuvo que arreglar sola para criar a su numerosa familia.
Artur se escolarizó en 1919 y obtuvo notas sobresalientes. En 1922 recibió una beca para el instituto de segunda enseñanza. En 1928 oyó un discurso de Goebbels y quedó fascinado por todo lo que ofrecía y prometía el Nacionalsocialismo a los jóvenes alemanes. A la edad de 15 años llenó su solicitud de ingreso en el Schülerbund de las Juventudes Hitlerianas, del que fue miembro hasta terminar el bachillerato en 1931.

### Trayectoria en lasHitlerjugendy en el Partido

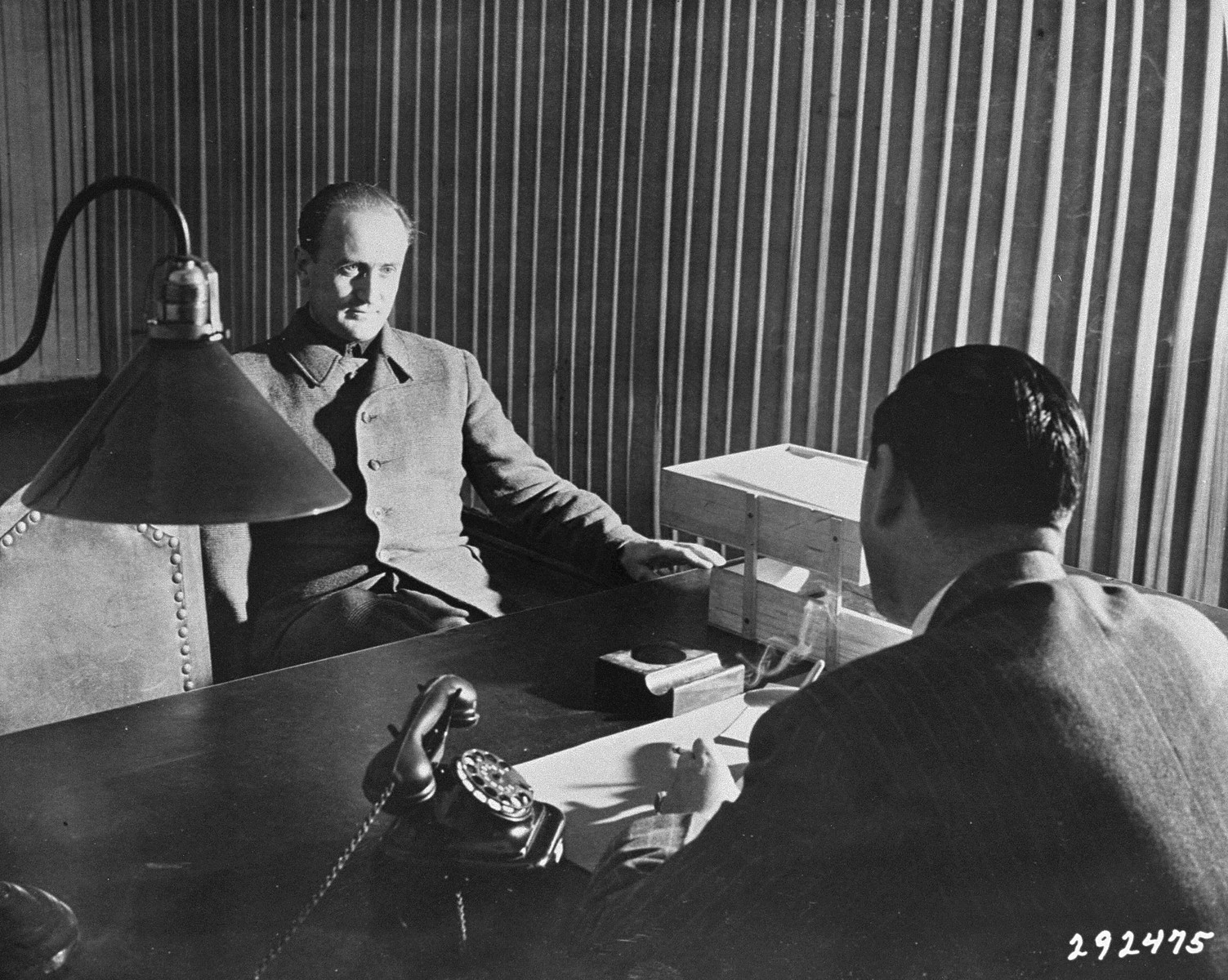
Arthur Axmann.

Entre los años 1929 y 1930, alcanza posiciones relevantes en el NS-Schülerbund, pero un año después se ve obligado a renunciar para ingresar a la Universidad de Berlín, donde queda matriculado en dos carreras simultáneas: Económicas y Leyes.
Un año después, su madre y su hermano mayor pierden el empleo y Artur se ve obligado a abandonar sus estudios y ayudar a la familia en su manutención. Luego de conseguir un trabajo, se reinscribió en el NSDAP. Como ya tenía experiencia en liderazgo de jóvenes estudiantes, logró ser asignado en el Reichsleitung de las Juventudes Hitlerianas, cargo donde pasó un buen tiempo, sin mayores complicaciones.
En 1932, fue nombrado Gebietsführer y líder de Soziales Amt der Reichsjugendführung que era la rama de asistencia social de las Juventudes Hitlerianas. Cumplió todas sus labores con beneplácito de sus jefes, quienes en reconocimiento por su dedicación al Partido, al año siguiente lo asignaron para ocupar un importante puesto como jefe de las Juventudes Hitlerianas en Berlín. Para entonces, lo único que lo mantenía alejado de la posición más alta en la organización era Baldur von Schirach, la máxima autoridad de las Juventudes Hitlerianas. Sin embargo, Axmann siempre estuvo presto a asistir a Schirach en todo aquello que el líder no podía manejar, a pesar de no ser propiamente su asistente.
Al comenzar la Segunda Guerra Mundial, Artur Axmann se presentó voluntario a la Wehrmacht, pero poco después fue retirado del servicio en el frente. Ese año de 1940, Artur Axmann fue llamado a reemplazar a Baldur von Schirach, asumiendo el liderazgo indiscutido de las Juventudes Hitlerianas. Su primera decisión al tomar posesión del cargo fue la de militarizar a las HJ y transferir a los jóvenes mayores a la Wehrmacht y a aquellos más destacados a las Waffen SS.
Durante la invasión de Rusia, Axmann estuvo en el Frente del Este combatiendo a los rusos, pero fue gravemente herido y como consecuencia de las heridas, le tuvieron que amputar completamente el brazo derecho. A partir de ese momento, Hitler prohibió que Axmann volviera al frente, apartándolo del servicio activo en cualquier actividad ante el enemigo. Su misión era dedicarse a tiempo completo a las Juventudes Hitlerianas.

### Berlín, 1945
Durante los últimos días de Hitler en Berlín, Axmann estuvo entre los presentes en el Führerbunker. Mientras tanto, se anunció en la prensa alemana que Axmann había sido galardonado con la Orden Alemana, la más alta condecoración que el Partido Nazi podía otorgar a un individuo por sus servicios al Reich. Él y otro destinatario, Konstantin Hierl, fueron los únicos ganadores del premio que sobrevivieron a la guerra y sus consecuencias. Todos los demás beneficiarios fueron galardonados póstumamente o murieron durante la guerra o por sus secuelas.
El 30 de abril de 1945, pocas horas antes de suicidarse, Hitler firmó la orden para permitir una fuga. Según un informe hecho a sus captores soviéticos por el Obergruppenführer Hans Rattenhuber, el jefe del guardaespaldas de Hitler, Axmann tomó la pistola Walther PP que había sido sacada de la sala de estar de Hitler en el Führerbunker por Heinz Linge, el ayudante de cámara de Adolf  Hitler, y que Hitler había utilizado para suicidarse y dijo que "la escondería para tiempos mejores".
El 1 de mayo, Axmann abandonó el Führerbunker como parte de un grupo de ruptura, que incluía a Martin Bormann, Werner Naumann y el médico de las SS Ludwig Stumpfegger. Al intentar escapar del cerco soviético, su grupo logró cruzar el río Spree en el puente Weidendammer.
Dejando al resto de su grupo, Bormann, Stumpfegger y Axmann caminaron por las vías del tren hasta la estación de trenes de Lehrter. Bormann y Stumpfegger siguieron las vías del tren hacia la estación Stettiner. Axmann decidió ir en dirección opuesta a sus dos compañeros. Cuando se encontró con una patrulla del Ejército Rojo, Axmann retrocedió. Vio dos cadáveres, que luego identificó como Bormann y Stumpfegger, en el puente Invalidenstraße cerca de la estación de cambio de trenes (Lehrter Bahnhof), la luz de la luna iluminaba claramente sus rostros. No tuvo tiempo de revisar los cuerpos a fondo, por lo que no supo cómo murieron. Sus declaraciones acerca de la muerte de estos dos personajes, no fueron creídas en su momento.
El posterior testimonio de Axmann -testigo de la muerte de ambos cuando estaban sobre un tanque Tiger, que fue alcanzado por un obús ruso, saliendo despedidos y quedando gravemente heridos en la Invalidenstraße, a eso de las 01:30 a 02:30 h- fue corroborado 27 años después cuando se encontraron los cuerpos de ambos durante los trabajos de mantenimiento que se realizaban en esa misma calle en 1972. Axmann logró burlar su captura finalizada la guerra enmascarándose bajo una falsa identidad.

### Su vida después de la guerra
Axmann logró ocultarse en Mecklemburgo-Pomerania Occidental, donde trató de llevar una vida civil poco llamativa con el nombre de Erich Siewert. Artur Axmann fue oficialmente declarado muerto. Sin embargo, medio año después se puso en contacto con otros exlíderes de las Juventudes Hitlerianas que estaban vigilados por los servicios secretos Aliados y fue capturado. Después de grandes interrogatorios, fue soltado en 1946, pero un año después fue arrestado nuevamente y vuelto a interrogar. En 1949, fue juzgado y condenado a 3 años y 3 meses de trabajos civiles, los cuales cumplió. Luego consiguió un trabajo tratando de pasar desapercibido, pero en 1958 fue nuevamente arrestado, juzgado y condenado a pagar 35 000 marcos. 
Una empresa comercial fundada por Axmann tuvo que cerrar en 1960 debido a la mala situación de los pedidos. De 1971 a 1976 proyectó un centro de ocio en Gran Canaria para una empresa española. Su villa estaba en Playa de Taurito. Después de 1976 vivió en Berlín, se retiró de la vida profesional en 1985 y trabajó en sus memorias, las cuales comenzó a escribir y siendo publicadas en cassette con el título de Schicksalsjahre der Hitlerjugend (Años cruciales de las Juventudes Hitlerianas) que aparecieron impresas en 1995 bajo el título Das kann doch nicht das Ende sein (Eso no puede ser el fin).
Hacia el final de su vida, Axmann se presentó algunas veces como un testigo contemporáneo en varios programas documentales de televisión sobre el tema de la Segunda Guerra Mundial y el Tercer Reich. En ellos admitió, entre otras cosas, que no podía negar el cargo de haber servido a un sistema "en el que también ocurrían delitos".

### Muerte
Al año siguiente, 1996, Artur Axmann murió en Berlín.